# Contrayihad
La contrayihad es una corriente política vagamente formada por escritores, blogueros, think tanks, movimientos callejeros y organizaciones de campaña, todas vinculadas por creencias apocalípticas, que ven al islam, no como una religión, sino como una visión del mundo que constituye una amenaza existencial para la civilización occidental. Consiguientemente, los contra-yihadistas consideran a todos los  musulmanes como una amenaza potencial, especialmente cuando ya están viviendo dentro de fronteras occidentales. Por tanto, los musulmanes occidentales son retratados como una "quinta columna" en conjunto, que busca desestabilizar la identidad y los valores de las naciones occidentales  para beneficio de un movimiento islámico internacional que intenta el establecimiento de un califato en Occidente. La contrayihad ha sido descrita como antiislámica, islamófoba, incitadora a la aversión contra musulmanes, y ultraderechista.
Mientras las raíces del movimiento se remontan a los años 1980, no aumentan significativamente hasta después de los ataques del  11 de septiembre de 2001 en Estados Unidos y del 7 de julio de 2005 en Londres. Ya en 2006, comentaristas en línea como Fjordman fueron identificados jugando una función clave en el nacimiento de la ideología contrayihadista. El movimiento recibió una atención considerable, después de los ataques de lobos solitarios, como el extremista de derecha Anders Behring Breivik, cuyo manifesto reprodujo extensamente los escritos de prominentes blogueros de la contrayihad, y  la aparición de movimientos callejeros como la Liga de Defensa inglesa (EDL). El movimiento tiene partidarios tanto en Europa como en América del Norte. El ala europea está más centrada en la supuesta amenaza cultural a las tradiciones europeas derivadas de las poblaciones musulmanas inmigrantes, mientras el ala americana hace hincapié en una supuesta amenaza externa, esencialmente de naturaleza terrorista.
Varios relatos académicos han presentado la teoría de conspiración como componente clave del movimiento contrayihadista. Buscan generar indignación en el día a día, por los delitos musulmanes percibidos.

## Descripción
Los autores del Populismo del Ala Derecha en Europa: política y discurso, describen el movimiento como fuertemente guiado por dos tácticas clave. "La primera argumenta que los musulmanes más radicales, como los partidarios de Osama bin Laden– están interpretando correctamente el Corán, mientras que los musulmanes pacíficos moderados, o no entienden su propio libro santo o están falsificando estratégicamente su moderación. La segunda táctica clave es atacar implacablemente a individuos y a organizaciones que pretenden representar al islam moderado...pintándoles como agentes secretos de un gran plan musulmán para destruir a Occidente.

## Ideología
En palabras de Toby Arquero, un estudioso del terrorismo y del extremismo políticos,

"El discurso de la contrayihad mezcla preocupaciones válidas sobre el terrorismo inspirado por la yihad con cuestiones políticas mucho más complejas sobre la inmigración a Europa desde países predominantemente musulmanes. Sugiere que  hay una amenaza, no solo de terrorismo llevado a cabo por extremistas islámicos, sino del Islam en sí. Por tanto, por extensión, todo los musulmanes europeos son una amenaza ."

Arun Kundnani, en un informe publicado por el Centro Internacional para el Contraterrorismo, escribe que el movimiento contrayihadista ha evolucionado de los antiguos movimientos ultraderechistas europeos sobre las razas a los distintos valores como marcadores de identidad: "Al pasar del neonazismo al contrayihadismo, la estructura subyacente de la narrativa sigue siendo la misma." Continuando en esta nota, escribe que comparando la visión contrayihadista del mundo con la más antigua, neonazi, "los musulmanes han tomado el sitio de negros y los multiculturalistas son los nuevos judíos."
Según el prominente contrayihadista Edward S. Mayo, escribiendo bajo el seudónimo de Barón Bodissey, el movimiento contrayihadista está basado en la creencia de que

"El Islam es sobre todo una ideología política totalitaria, cubierta de azúcar, con las trampas de una primitiva religión del desierto para ayudar a velar su naturaleza verdadera. El objetivo públicamente declarado de la teología islámica y la ideología política es imponer el gobierno del Islam sobre el mundo entero, y hacerlo parte de Dar al-Islam, la 'Casa de Sumisión'."